# Dahir
Dahir o Zahir (Dhahir), 'ajuda' o 'suport', és el nom donat a un decret del sobirà musulmà concedint una prerrogativa administrativa, per exemple un nomenament per un càrrec polític o religiós, o per la concessió d'un privilegi; els privilegis es podien transmetre als descendents si així s'estipulava. El terme fou aplicat per primer cop pels almohades en el lloc del terme sakk emprat pels almoràvits; fou continuat pels regnes de taifes de l'Àndalus. Es va utilitzar després principalment al Marroc per les dinasties sadita i alauita.